# Kalvehave Sogn
Kalvehave Sogn er et sogn i Stege-Vordingborg Provsti (Roskilde Stift).
I 1800-tallet var Kalvehave Sogn et selvstændigt pastorat. Det hørte til Bårse Herred i Præstø Amt. Kalvehave sognekommune blev ved kommunalreformen i 1970 indlemmet i Langebæk Kommune, der ved strukturreformen i 2007 indgik i Vordingborg Kommune. 
I Kalvehave Sogn ligger Kalvehave Kirke. På kirkegården står en sten til minde om en helligkilde, der stadig blev besøgt i 1870'erne.
Stensby Kirke blev i 1891 indviet som filialkirke til Kalvehave Kirke, og Stensby blev et kirkedistrikt i Kalvehave Sogn. I 1979 blev Stensby Kirkedistrikt udskilt som det selvstændige Stensby Sogn.
I Kalvehave Sogn findes følgende autoriserede stednavne:
- Balle (bebyggelse, ejerlav)
- Balle Overdrev (bebyggelse, ejerlav)
- Balle Skovhuse (bebyggelse)
- Balle Strand (bebyggelse)
- Gammel Færgegård (bebyggelse)
- Gammel Kalvehave (bebyggelse)
- Kalvehave (bebyggelse, ejerlav)
- Kalvehave Overdrev (bebyggelse, ejerlav)
- Langebæk (bebyggelse, ejerlav)
- Langebæk Møllehuse (bebyggelse)
- Langebæk Stationsby (bebyggelse, ejerlav)
- Langebækgård (landbrugsejendom)
- Langø (areal, bebyggelse, ejerlav)
- Nørrevænge (bebyggelse)
- Petersgaard (ejerlav, landbrugsejendom)
- Søringstykke (bebyggelse)
- Viemose (bebyggelse, ejerlav)
- Viemose Hestehave (areal, bebyggelse)
- Viemose Overdrev (bebyggelse, ejerlav)
- Viemose Skov (areal, bebyggelse)